# Brăila (stacja kolejowa)
Brăila (rum: Gare Brăila) – stacja kolejowa w Braile, w Okręgu Braiła, w Rumunii. Stacja jest obsługiwana przez pociągi CFR Călători. Znajduje się na ważnej magistrali kolejowej nr 700 Bukareszt – Gałacz.

## Linie kolejowe
- Linia Bukareszt – Gałacz